# HITEC City
HITEC City (Hyderabad Information Technology Engineering Consultancy City, em inglés) é um complexo de alta tecnologia situado na cidade de Hyderabad, na Índia. Dentro dele há diversas instalações e se leva a cabo todo tipo de trabalho sobre Pesquisa e Desenvolvimento em todo tipo de âmbitos dentro da ciência e da tecnologia. É popularmente comparado com o Vale do Silício.